# Before Sunrise
Before Sunrise er en romantisk dramafilm fra 1995 instrueret af Richard Linklater og skrevet af Linklater og Kim Krizan. Filmen følger Jesse (Ethan Hawke), en ung amerikansk mand, og Céline (Julie Delpy), en ung fransk kvinde, som mødes på toget og står af i Wien, hvor de tilbringer natten sammen med at gå rundt i byen og lærer hinanden at kende.
Plottet er minimalistisk, da der ikke sker meget bortset fra at de går og snakker. De to karakterers ideer og perspektiver på livet og kærlighed er detaljeret. Jesse er en romantiker forklædt som kyniker, og Céline er tilsyneladende en romantiker, omend med nogen tvivl. Filmen finder sted over én nat, og den begrænsede tid sammen får dem til at afsløre mere om dem selv end de normalt ville gøre, fordi ingen af dem regner med at de ser hinanden igen.
Jesse og Céline var kort med i Linklaters film Waking Life fra 2001. I fortsættelsen, Before Sunset fra 2004, samler historien op ni år efter begivenhederne i den første film og efterfølgeren, Before Midnight, fortsætter 18 år senere.

## Eksterne Henvisninger
- Before Sunrise på Internet Movie Database (engelsk)
- Before Sunrise på Filmdatabasen
- Before Sunrise på Scope
- Before Sunrise i Svensk Filmdatabas (svensk)
- Before Sunrise på AlloCiné (fransk)
- Before Sunrise på MovieMeter (nederlandsk)
- Before Sunrise på AllMovie (engelsk)
- Before Sunrise hos American Film Institute (engelsk)
- Before Sunrise hos British Film Institute (engelsk)
- Before Sunrises profil hos Encyclopædia Britannica Online (engelsk)